# 102e bataillon de tirailleurs sénégalais
Le 102e bataillon de tirailleurs sénégalais (ou 102e BTS) est un bataillon français des troupes coloniales.

## Création et différentes dénominations
- 20/06/1917 : formation du 102e bataillon de tirailleurs sénégalais avec 1 098 tirailleurs arrivant du 90e BTS
- 08/09/1918 : dissolution, les effectifs sont répartis sur les 27e (285), 36e (22), 43e (323),73e (35), 75e (265) et 78e BTS (153)

## Chefs de corps
- 20/06/1917 : capitaine Bontems
- 19/07/1917 : chef de bataillon Duboc
- 08/09/1917 : chef de bataillon Morand

## Historique des garnisons, combats et batailles du102eBTS
- 29/07/1917 : le bataillon s'installe à Saint-Raphaël
- 14/09/1917 : déplacement à Marseille
- 17/09/1917 : embarquement pour l'Afrique du Nord
- 19/09/1917 : arrivée à Bône
- 20/09/1917 : arrivée à Biskra
- 15/02/1918 : le bataillon prend garnison à el-koutoura
- 03/07/1918 : le bataillon est regroupé à Philippeville
- 06/07/1918 : embarquement pour la Métropole
- 08/07/1918 : le bataillon débarque à Marseille et rejoint Saint-Raphaël
- 25/07/1918 : le bataillon quitte Saint-Raphaël pour le front
- 28/07/1918 : arrivée à Bréval

### Sources et bibliographie
Mémoire des Hommes